# Central Gardens
Central Gardens è un census-designated place (CDP) degli Stati Uniti d'America della contea di Jefferson nello Stato del Texas. La popolazione era di 4.347 abitanti al censimento del 2010. Fa parte dell'area metropolitana di Beaumont-Port Arthur.

## Geografia fisica
Central Gardens è situata a 29°59′17″N 94°01′03″W (29.987946, -94.017507).
Secondo lo United States Census Bureau, il CDP ha una superficie totale di 6,72 km², dei quali 6,48 km² di territorio e 0,24 km² di acque interne (3,58% del totale).
Central Gardens si trova a sud-est di Beaumont sulla State Highway 347.

## Società

### Evoluzione demografica
Secondo il censimento del 2010, la popolazione era di 4.347 abitanti.

### Etnie e minoranze straniere
Secondo il censimento del 2010, la composizione etnica del CDP era formata dal 92,45% di bianchi, lo 0,81% di afroamericani, lo 0,51% di nativi americani, l'1,7% di asiatici, lo 0,02% di oceanici, il 2,35% di altre razze, e il 2,16% di due o più etnie. Ispanici o latinos di qualunque razza erano l'8,93% della popolazione.